# Stade Qemal-Stafa
 (octobre 2024).
Si vous disposez d'ouvrages ou d'articles de référence ou si vous connaissez des sites web de qualité traitant du thème abordé ici, merci de compléter l'article en donnant les références utiles à sa vérifiabilité et en les liant à la section « Notes et références ».
Le stade Qemal-Stafa (en albanais : Stadiumi Qemal-Stafa), (en italien : Stadio di Qemal-Stafa), était une enceinte sportive construite en 1946 dans la ville de Tirana. Avec une capacité de 19 700 places, c'était le plus grand stade de football albanais.
Il accueillait les rencontres à domicile de l'équipe d'Albanie de football et de trois équipes du championnat d'Albanie : le Dinamo Tirana, le Partizan Tirana et enfin le KF Tirana.

## Histoire
Le stade Qemal-Stafa est démoli à la fin de la saison 2015-2016. Un nouveau stade, l'Arena Kombëtare (renommé Air Albania Stadium) est construit à proximité, qui peut accueillir 22 500 spectateurs.